# Nososticta smilodon
Nososticta smilodon är en trollsländeart som beskrevs av Günther Theischinger och Richards 2006. Nososticta smilodon ingår i släktet Nososticta och familjen Protoneuridae. Inga underarter finns listade i Catalogue of Life.